# Robert Heidenreich (Archäologe)
Robert Heidenreich, eigentlich Robert Karl Hugo Arthur (* 8. September 1899 in Oppeln, Provinz Schlesien; † 20. November 1990 in Leipzig) war ein deutscher Klassischer Archäologe, tätig an der Universität Jena und an der Universität Leipzig.

## Lebenslauf
Robert Heidenreich diente nach dem Abschluss seiner Schullaufbahn während des Ersten Weltkrieges ab 1917 im Deutschen Heer, wurde 1918 verwundet und erhielt das Eiserne Kreuz II. Klasse. Nach Kriegsende studierte Heidenreich von 1920 bis 1925 Klassische Archäologie an den Universitäten München sowie Heidelberg. 1926 wurde er an der Universität Heidelberg mit der Dissertation Beiträge zur Geschichte der vorderasiatischen Steinschneidekunst zum Dr. phil.   promoviert. Von 1926 bis 1927 erhielt er das Reisestipendium des Deutschen Archäologischen Instituts. Heidenreich nahm 1927 an den Ausgrabungen am Aphroditetempel in Ägina teil. Von 1927 bis 1928 war er Mitglied der deutschen Samosexpedition und nahm 1928 an der Ausgrabung der Stadt Sichem nahe Nablus in Palästina teil. Von 1928 bis 1929 war er Mitglied der Expedition nach Ktesiphon am Tigris (Mesopotamien).
Von 1929 bis 1936 war Heidenreich wissenschaftlicher Assistent am Archäologischen Institut der Universität Leipzig. 1931 erfolgte dort die Habilitation für Klassische Archäologie mit der Arbeit Die Prähistorie vom Kastro Tigani auf Samos. Zum 1. Mai 1933 trat er der NSDAP bei (Mitgliedsnummer 2.985.390). Im November 1933 unterzeichnete er das Bekenntnis der deutschen Professoren zu Adolf Hitler. Von 1937 bis 1939 war er Privatdozent für Völkerkunde der antiken Mittelmeerwelt an der Philologisch-Historischen Abteilung der Philosophischen Fakultät der Universität Leipzig. 1938/39 leitete er die Neuaufnahme des Mausoleums des Theoderich in Ravenna im Auftrag des Reichsführers SS Heinrich Himmler. Nach Ausbruch des Zweiten Weltkrieges wurde Heidenreich zur Wehrmacht einberufen, in der er bis 1940 Kriegsdienst leistete. Von 1940 bis 1943 war er außerordentlicher Professor für Klassische Archäologie in Leipzig und vertrat von 1940 bis 1941 den Lehrstuhl in Bonn. Von 1943 bis 1945 erfolgte eine neue Einberufung zum Wehrdienst bei der Marineartillerie, wo er Bootsmann war und 1944 das Kriegsverdienstkreuz erhielt. Später geriet er in britische Kriegsgefangenschaft.
Nach Kriegsende lebte Heidenreich von 1945 bis 1951 als Privatgelehrter ohne Einkommen in Sondershausen. Von 1951 bis 1953 als Privatlehrer in Alten und Neuen Sprachen bei Verwandten in Gras-Ellenbach im Odenwald. Von 1953 bis 1959 war er Professor für Klassische Archäologie an der Universität Jena und als Direktor des Archäologischen Institutes mit der Sammlung antiker Kleinkunst und des Archäologischen Museums betraut. Von 1954 bis 1959 war er an der Universität Jena Fachrichtungsleiter für Klassische Archäologie und von 1955 bis 1959 Dekan der Philosophischen Fakultät in Jena. Von 1959 bis zu seinem Ruhestand 1965 war Heidenreich Professor der Universität Leipzig und Direktor des Archäologischen Institutes der Universität Leipzig. Von 1961 bis 1965 war er auch als Kommissarischer Direktor des Philologischen Institutes der Universität Leipzig tätig.

## Publikationen (Auswahl)
- Das Grabmal Theoderichs zu Ravenna. Untersucht und gedeutet von Robert Heidenreich und Heinz Johannes. Unter Mitarbeit von Christian Johannes u. Dieter Johannes. Steiner, Wiesbaden 1971
- Das Grabmal Theoderichs zu Ravenna (= Kriegsvorträge der Rheinischen Friedrich-Wilhelms-Universität Bonn am Rhein Heft 102), Bonn 1943.
- Ein Schiffsschnabel in der Leipziger Archäologischen Sammlung. Zur Erinnerung an den Begründer der Leipziger Winkelmannsfeiern dargebracht vom Archäologischen Seminar der Universität Leipzig am 13. Dezember 1930
- mit Johannes Jahn, Wilhelm von Jenny: Wörterbuch der Kunst. Kröner, Stuttgart 1939. (7 Auflagen bis 1966)